# El Jeremías
El Jeremías es una película de comedia mexicana de 2015, dirigida por Anwar Safa . La película está protagonizada por Martín Castro como Jeremías, un niño superdotado, que, después de aprender que es un genio, lucha por triunfar debido a la pobreza y la ignorancia de su familia.
La película se estrenó en el 30° Festival Internacional de Cine de Guadalajara . La película también recibió nueve nominaciones en la 58.ª edición de los premios Ariel, incluyendo Mejor Dirección por Safa y Mejor Guion Original para Ana Sofía Clerici. La película fue nombrada en la lista de finalistas para la entrada de México al Premio Óscar a la Mejor Película Internacional en la 89.ª edición de los Premios Óscar. La película fue estrenada en Estados Unidos el 21 de octubre de 2016 y en México el 28 de octubre.

## Sinopsis
Ambientada en Sonora, México, la película cuenta la historia de Jeremías Gómez (Martín Castro), un niño de ocho años que descubre que es un niño superdotado e inicia un viaje de autodescubrimiento. Cuando un psicólogo oportunista toma contacto con Jeremías, se le abre un nuevo mundo de experiencias pero a costa de estar lejos de la familia que ama. Jeremías debe elegir entre este nuevo mundo emocionante pero solitario en el que se encuentra o regresar a casa con su familia.